# اتول (حوزه سرشماری)، ماساچوست
اتول (به انگلیسی: Athol) یک منطقهٔ مسکونی در ایالات متحده آمریکا است که در شهرستان ووستر، ماساچوست واقع شده‌است. اتول ۲۲٫۰ کیلومتر مربع مساحت و ۸٬۲۶۵ نفر جمعیت دارد و ۱۷۰ متر بالاتر از سطح دریا واقع شده‌است.